# آلترناتیو هیپ هاپ
آلترناتیو هیپ هاپ (به انگلیسی: Alternative hip hop) که با عنوان آلترناتیو رپ نیز شناخته می‌شود، یک ژانر فرعی از موسیقی هیپ هاپ است که دامنهٔ وسیعی از سبک‌هایی را شامل می‌شود که به‌طور معمول جزو جریان اصلی نیستند. آل‌میوزیک آن را این‌گونه توصیف کرد: «آلترناتیو رپ به گروه‌های هیپ هاپی اشاره دارد که از هیچ‌یک از کلیشه‌های سنتی رپ پیروی نمی‌کنند — کلیشه‌هایی همچون گنگستا، بیس، هاردکور، پاپ و پارتی رپ — و به‌جای آن از ژانرهایی چون فانک، پاپ راک و همچنین جاز، سول، رگی و حتی فولک بهره می‌جویند.»

## مطالعهٔ بیشتر
- Christgau, Robert (March 2, 1993). "Between a Rock and a Hard Place". The Village Voice.